# Norbert Lehmann

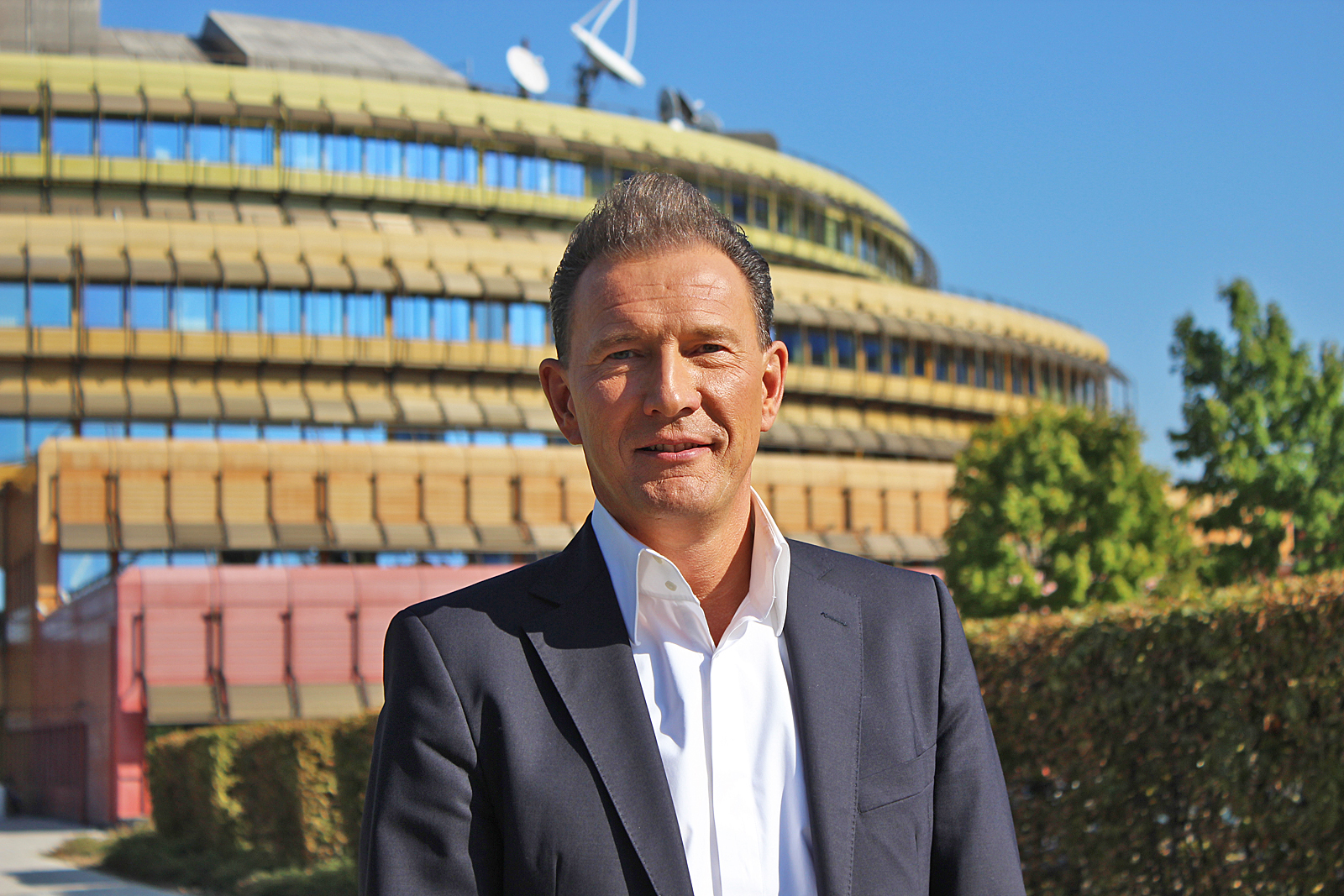
Norbert Lehmann

Norbert Lehmann (* 29. Februar 1960 in Dortmund) ist ein deutscher Journalist und Fernsehmoderator.

## Leben
Lehmann studierte von 1978 bis 1985 Politikwissenschaft, Publizistik und Soziologie an der Westfälischen Wilhelms-Universität in Münster, wo er 1986 promoviert wurde. Während des Studiums sammelte er erste Medien-Erfahrungen, u. a. bei der Westfälischen Rundschau und dem Westdeutschen Rundfunk.
Von 1985 bis 2025 arbeitete er für das ZDF, zunächst als Redakteur im Landesstudio Düsseldorf. Von 1991 bis 1993 war er persönlicher Referent des ZDF-Chefredakteurs Klaus Bresser. Anschließend arbeitete er im ZDF-Studio Bonn. Von 1995 bis 2002 war er Leiter des Landesstudios Hessen in Wiesbaden. Von 1999 bis 2018 moderierte er das ZDF-Mittagsmagazin. Von 2003 bis 2011 leitete und moderierte Lehmann das Reportagemagazin ZDF.reporter, welches er von Steffen Seibert übernommen hatte. Die Sendung wurde im März 2011 eingestellt. 2004 folgte der Aufstieg zum Leiter des ZDF-Programmbereichs reporter/reportage. Darüber hinaus moderierte er Sondersendungen wie ZDF spezial und bis 2021 ZDF Royal. Von Juli 2011 bis März 2018 leitete er die Redaktion des ZDF-Mittagsmagazins. Von Januar 2012 bis Mai 2015 präsentierte Lehmann regelmäßig neben Babette von Kienlin das Magazin drehscheibe. Von März 2018 bis Juni 2025 präsentierte er den Sportblock in den heute-Nachrichten. Von 2018 bis 2022 leitete er die Stabsstelle Besondere Aufgaben/Formatentwicklung in der ZDF-Hauptredaktion Sport. Von März 2022 bis Juni 2025 hatte er in derselben Abteilung die Leitung der Redaktion „Sport täglich“ inne. Zum 1. Juli 2025 trat er in den Ruhestand ein.
Lehmann ist Vater von zwei Töchtern und lebt in Heidelberg. Er ist Fan von Borussia Dortmund und erwähnt dies auch regelmäßig in seinen Moderationen und bei Veranstaltungen.

## Schriften
- Internationale Sportbeziehungen und Sportpolitik der DDR. Entwicklung und politische Funktion unter besonderer Berücksichtigung der deutsch-deutschen Sportbeziehungen (= Studien zur Politikwissenschaft 6). 2 Bände. LIT Verlag Dr. Wilhelm Hopf, Münster 1985, ISBN 3-88660-209-5 (Zugleich: Münster (Westfalen), Univ., Diss., 1985).